# Jessica Mauboy
Jessica Hilda Mauboy (1989. augusztus 4. – ) egy ausztrál, kortárs R&B-t és popot játszó énekes, dalszövegíró, színész. A Darwinban született énekes 2006-ban, az Australian Idol negyedik évadában lett híres, ahol az elődöntőig jutott, és így szerződést tudott kötni a Sony Music Australiával. Miután megjelent a The Journey című albuma az Idolban előadott dalaiból, és 2007-ben egy rövid ideig tagja volt a Young Divas lánycsapatnak, a következő évben megjelentette első önálló stúdióalbumát, melynek a címe Been Waiting lett. Ebből készítette az első olyan kislemezét, mely első helyet ért el a sikerlistákon, a Burnt", és ez lett 2009-ben Ausztráliában a második legnagyobb példányszámban eladott album. Az ARIA két platinával jutalmazta akkor ezt az eredményt.
Mauboy második stúdióalbuma, a Get 'Em Girls (2010) hangneme az előző lemezénél sokkal inkább az R&B keményebb vonalát fogta meg, és négy platina kislemez látott napvilágot ez alapján. A harmadik, Beautiful (2013) című, a dance és az R&B valamint a pop műfajait ötvöző lemeze több nagy sikerű dalát is tartalmazta, mint a "Pop a Bottle (Fill Me Up)", a "Never Be the Same" vagy a "Can I Get a Moment?". Zenei karrierje mellett kipróbálta a színészi pályafutást is. Több filmben is fontos szerepet alakított, melyek között ott volt a Bran Nue Dae (2010) és a The Sapphires (2012) is. Utóbbival elnyerte az AACTA legjobb női mellékszereplőnek járó díját. A televízióhoz 2016-ban tért vissza, amikor a The Secret Daughter sorozat egyik főszereplőjét alakította két évadon át. Ez volt Mauboy első televíziós szerepe, amit ráadásul kifejezetten neki írtak. Mauboy a  The Secret Daughter-höz kapcsolódóan két soundtrack lemezt is kiadott, melyek közül az elsővel az első olyan bennszülött ausztrál művész lett, akinek első helyezett albuma lett az ARIA Albums Charton. Negyedik stúdió albuma, a Hilda rögtön az első helyen indított.
Mauboy Ausztrália egyik legsikeresebb női művésze. Hat albuma jutott be a legjobb tíz közé (ezek közül kettő listavezető lett), kislemezei közül 16 került be a legjobb 20 közé, melyek közül 9 a legjobb tízig is eljutott. 25 alkalommal jelölték az ARIA Music Awards-ra, melyet két alkalommal el is nyert. 16. lett a Herald Sun' "Minden Idők 100 Legnagyobb Ausztrál Énekese" listáján. Mauboy több, nemzetközileg is ismert művésszel dolgozott együtt, akik között ott volt Flo Rida, Snoop Dogg, Ludacris, Jay Sean vagy |Pitbull is. Részt vett közös turnén Beyoncéval és Chris Brownnal, és több híres eseményen is szerepelt, így többek között megfordult Oprah Winfrey, Ellen DeGeneres, és Barack Obama ausztrál látogatásain is. Mauboy a 2014-es Eurovíziós Dalfesztivál második elődöntőjének a vendégelőadója volt. Ausztrália színeiben versenyzett a 2018-as Eurovíziós Dalfesztiválon, ahol a 20. helyezést érte el. Jessica 2019-es “Hilda” albuma az első helyen nyitott az ARIA Chartson. Családja indonéz gyökerekkel rendelkezik.

## Filmjei
- 2010: Bran Nue Dae
- 2012: The Sapphires